# Dextrochère

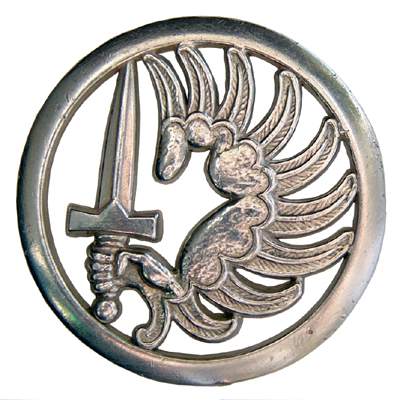
Le dextrochère, insigne des troupes aéroportées en France.

Armoiries de la famille hongroise Both de Bajna.

- Un dextrochère est un bracelet que les Romains et les Romaines portaient au poignet droit (en latin dextra, « droite »).
- En héraldique, un dextrochère est un bras droit représenté plus ou moins vêtu, tenant le plus souvent une épée.
- Son homologue symétrique (bras gauche) est nommé sénestrochère.

## Symbolique
Le dextrochère ailé est l'insigne de béret des troupes aéroportées de l'Armée de terre en France.